# Одбојна тонометрија
Одбојна тонометрија или iCare тонометрија једна је од метода дијагностичких метода у офталмологији заснована на одбојној методи, која не захтева употребу анестезије, ваздушног пулса или било какве посебне вештине. 
Због своје једноставне употребе одбојна тонометрија има важну улогу у програмима скрининга очног притиска и дијагнозу глаукома, дијабетесне ретинопатије и макуларне дегенерације (АМД). 
Нови ергономски дизајн и кориснички интерфејс подигао је мерење очног притиска овом методом на нови (виши) ниво, јер овај уређаји обухватају аутоматизоване системе за снимање очног дна, што омогућава већу ефикасност и побољшава квалитет неге очију. 
iCare је регистровани заштитни знак компаније Icare Finland Oy. Centervue Spa, Icare Finland Oy, Icare USA Inc. и iCare World Australia Pty Ltd који су делови Revenio групе и представљају бренд iCare.

## Карактеристике методе
Одбојна тонометрија спада у групу неинвазивних метода у офталмологији, јер користи ергономски  ICare ручни апарат  једноставна за употребу, који се сатоји од два намотаја са сондом,  и интерфејсом који омогућава мерење очног притиска на новом вишем нивоу.
Само извођење мерења је једноставно брзо јер користи веома малу светлосну сонду за тренутни контакт са рожњачом, и не захтева употребу анестезије и флуоресцеина. Тонометар има и индикатор квалитета који показује колико су измерене вреднсти очног притиска поуздане.
Једно мерење има 6 очитавања са рожњаче, измерене вредности су поуздане и зато се све више ова метода примењује за мерење очног притиска.  Просечан очни притисак  је представљен тек након што су највеће и најмање очитане вредности елиминисане, како би се минимизирала грешка.
Добре стране методе
Како за ову методу није потребна анестезија њена примена је погодна за мерење очног притиска код пацијената који лоше сарађују, код деце, особа са инвалидитетом  и дементних пацијената. 
Уређају није потребна никаква калибрација, што смањењује потребу за одржавање и повећане сервисне трошкове повезане са калибрацијом. Такође, при раду са овим апаратом испитивачи  могу да се концентришу на очитавање – а не на подешавања уређаја између очију или између пацијената.
Метода је брза и вишеструко је поновљива, што значајно смањује време чекања пацијената и утиче на ниже трошкове.
Апарат поседује део за позиционирање  и правилно поравнање тонометра,  тако да је употреба апарата једноставна и не захтева сложену додатну обуку.